# Zuidlaardermeergebied
Zuidlaardermeergebied este o arie protejată (arie de protecție specială avifaunistică — SPA) din Țările de Jos întinsă pe o suprafață de 2.087 ha, integral pe uscat.

## Localizare
Centrul sitului Zuidlaardermeergebied este situat la coordonatele 53°08′57″N 6°40′55″E / 53.1491°N 6.682°E.

## Înființare
Situl Zuidlaardermeergebied a fost declarat arie de protecție specială avifaunistică în martie 2000 pentru a proteja 8 specii de animale.

## Biodiversitate
Situată în ecoregiunea atlantică, aria protejată nu include niciun habitat protejat.
La baza desemnării sitului se află mai multe specii protejate de  păsări (8): lăcar-de-rogoz (Acrocephalus schoenobaenus), rață lingurar (Anas clypeata), rață fluierătoare (Anas penelope), gârliță mare (Anser albifrons), gâscă de semănătură (Anser fabalis), buhai de baltă (Botaurus stellaris), Cygnus columbianus bewickii, cresteț pestriț (Porzana porzana).